# Gustavo Penna
Gustavo Penna (abril de 1950) é arquiteto, urbanista e diretor do escritório Gustavo Penna Arquiteto & Associados, instalado, desde 1973, em um casarão centenário no centro da capital mineira, Belo Horizonte. Dali saem, sob a regência de seus traços, projetos como a reforma do estádio Mineirão para a Copa do Mundo de 2014, o Monumento à Liberdade de Imprensa, em Brasília, e as sedes da Rede Bandeirantes em Belo Horizonte e São Paulo.

## História
Neto de Jose Oswaldo de Araújo, poeta e fundador do Diário de Minas, que teve como colaboradores Carlos Drumond de Andrade, Otto Lara Resende e Fernando Sabino.
Gustavo Penna é graduado em arquitetura pela Escola de Arquitetura da Universidade Federal de Minas Gerais em 1973. No mesmo ano de sua formatura, constituiu seu escritório que recebe seu nome. Projetou diversas obras, dentre elas o prédio da Rede Globo Minas, o Expominas, o Museu de Congonhas, a sede da Escola Guignard, além de vários projetos residenciais. Também realizou obras de cunho urbanístico, como a intervenção na orla da Lagoa da Pampulha e na área da Praça Sete, os pontos mais conhecidos da capital mineira.
Recebeu diversos prêmios, entre eles o da 6ª premiação MG 97, com o projeto da Academia Mineira de Letras.

## Obras

Prédio da Escola Guignard.

O prédio da Escola Guignard, implantado junto a Serra do Curral é repleto de simbolismo, reafirmando a tradição cultural de Minas Gerais numa linguagem contemporânea. Classificada pela revista Projeto como uma das 30 obras arquitetônicas de maior relevância no Brasil, a edificação é hoje um orgulho para os mineiros.
É um dos autores do projeto do Memorial da Imigração Japonesa, localizado no Parque Ecológico da Pampulha, inaugurado em 2009.
Seu escritório é também responsável pelo projeto de reforma do Estádio do Mineirão, para a Copa de 2014.